# 托尔昆别克·胡代别尔格诺夫
托尔昆别克·胡代别尔格诺夫（1986年1月4日—）是一名土库曼斯坦举重运动员，身高1.62米。2010年参加广州亚运会，以291千克的成绩获69公斤级比赛第十名。他也参加了2008年北京奥运会。